# Aborcja w II Rzeczypospolitej
Aborcja w II Rzeczypospolitej – przerywanie ciąży w II Rzeczypospolitej było początkowo całkowicie zakazane, później dozwolone pod pewnymi warunkami.
W XIX wieku rozpoczęła się na nowo dyskusja nad dopuszczalnością przerywania ciąży, w której zdecydowane stanowisko zajął Kościół katolicki – uznając, że animacja zachodzi w momencie zapłodnienia i ustanawiając w 1869 sankcję w postaci ekskomuniki. Nie przewidywano żadnych wyjątków, nawet w przypadku zagrożenia życia ciężarnej. Stanowisko to Tadeusz Brzeziński określa jako skrajne. Sytuacja ta nie uległa zmianie na początku XX wieku. W 1935 A. Niedermayer pisał:

Kościół i wtedy ma słuszność (...) że moralnie niedozwolone jest zabicie płodu na ścisłe lekarskie oświadczenie, a więc aby ratować matkę z poważnego niebezpieczeństwa dla zdrowia i życia, którego inaczej nie da się uchylić. Nie ma prawa obrony koniecznej, które by sięgnęło aż do bezpośredniego zabójstwa niewinnej istoty

Autor ten zauważa, co prawda, że u wyznającego katolicyzm lekarza stanowisko takie wywołać może „tragiczne konflikty”, uznaje je jednak za słuszne i konieczne. Zdecydowanym przeciwnikiem aborcji i propagatorem hasła o życiu poczętym był znany pedagog i działacz konserwatywny Walenty Majdański. Prawo również nie pozwalało na dokonanie aborcji.
Pomimo sankcji prawnych i religijnych liczba wykonywanych w II Rzeczypospolitej aborcji zwiększała się. Brzeziński cytuje tutaj wyniki Adama Czyżewicza, bazujące na statystykach przyjęć do szpitali z rozpoznaniem poronienia. Podaje on następujące liczby „sztucznych poronień” w danych latach:
- 1922 – 256 313
- 1926 – 320 052
- 1932 – 403 677
- 1937 – 513 237
- 1938 – 497 937.

Brzeziński podaje na tej podstawie wskaźnik 58-59 poronień na 100 porodów. Uważa, że sądownictwo nie potrafiło poradzić sobie z tym zjawiskiem. Jednakże jego negatywne aspekty obejmowały nie tylko sferę prawa.
Nielegalne aborcje przeprowadzane były zazwyczaj przez kobiety (akuszerki, „babki”). W proceder ten angażowali się też lekarze-niespecjaliści. Używano do tego celu rozmaitych sposobów. Najczęściej stosowano jodynę. Aplikowano ją do macicy, co powodowało poród nieżywego już płodu. Niekiedy też wspomagano jego usunięcie poprzez wypłukiwanie mydlinami za pomocą strzykawki Janetta. Stosowano również metody mechaniczne, często drastyczne. Użycie w tym celu szprych koła rowerowego nie stanowiło wcale niechlubnego wyjątku. Nie pozostawało to bez wpływu na zdrowie kobiet, często stając się powodem hospitalizacji. Nielegalnie wykonany zabieg przerwania ciąży często kończył się dla pacjentki śmiercią.
Poglądy na temat aborcji powoli zmieniały się, a do usprawiedliwienia jej wykonania w niektórych warunkach wykorzystywano argumenty o charakterze filozoficznym. Prezentowane rozumowania można zaklasyfikować jako użycie zasady podwójnego skutku, zaczęto bowiem odróżniać intencję, którą była moralnie dobra pomoc udzielana kobiecie, ratowanie jej życia, od moralnie złego skutku w postaci zniszczenia płodu.
Duża częstość nielegalnych zabiegów przerwania ciąży przyczyniła się do energicznej debaty podczas przygotowywania kodeksu karnego w latach 1922-1930. Temat ten poruszał Tadeusz Boy-Żeleński w swoim Piekle kobiet. Używał w stosunku do zaistniałego stanu prawnego określenia „największa zbrodnia prawa karnego”. Pisał, że omawiany zakaz „istnieje tylko na papierze”, a stosowany bywa tylko w razie śmierci matki, będąc w istocie jej przyczyną. Obwiniał go też o „samobójstwa, dzieciobójstwa i inne klęski”. Ubolewał, że państwo uznaje prawo do życia płodów, a nie troszczy się o warunki ich życia po urodzeniu, skazując niekiedy wraz z matką na bezdomność. Z drugiej strony zwraca uwagę na praktykowanie aborcji w rodzinach prawników, w tym zwolenników restrykcyjnego prawa. Zwiększa to nierówności społeczne pomiędzy bogatymi, zwykle przeciwnikami liberalizacji prawa, a większością społeczeństwa, które nie wartościuje aborcji negatywnie, w przeciwieństwie do urodzenia nieślubnego dziecka. Pisze on:

Gdyby prawo zechciało ǳiałać, trzeba by dla samej Warszawy zbudować więzienie rozmiarów sporego miasta, aby tam co społeczeństwo zajęło stanowisko równie zdecydowane: uważa prawo za nieistniejące. Niestety, jak wspomniałem, istnieje ono, ale tylko aby szkodzić.

Jednak środowisko lekarskie proponowało w większości raczej utrzymanie status quo. Odmienne zdanie prezentowali prawnicy zwracający uwagę na bezsilność obowiązującego prawa. Pomimo że wedle Boya-Żeleńskiego Komisja Kodyfikacyjna zajęła wpierw stanowisko „bezduszne i formalistyczne”, dzięki głosom m.in. byłego prezesa Sądu Apelacyjnego Czerwińskiego i prezesa Sądu Najwyższego Mogilnickiego, prof. Grzywo-Dąbrowskiego, Runda, dr Battawiia i Grabińskiej opowiadającym się za całkowitym zniesieniem zakazu aborcji argumentacja grupy prawników okazała się lepsza i zwyciężyło jej zdanie, a w rezultacie zliberalizowano prawo. Nowy projekt kodeksu karnego dozwalał na aborcję w następujących sytuacjach:
- zagrożenie zdrowia lub życia ciężarnej
- ciąża w wyniku przestępstwa
- niemożność wychowania dziecka przez matkę ze względu na jej sytuację społeczną

Za rozwiązaniem takim optował m.in. prof. Glaser. Brzeziński określa to uregulowanie jako bardzo liberalne. Nie weszło ono jednak w życie. Ostatni z wymienionych powyżej przypadków (aborcja ze względów społecznych) został wykreślony, zanim jeszcze kodeks karny został podpisany przez prezydenta. Brzeziński postuluje tutaj wpływ encykliki Casti Connubii autorstwa papieża Piusa XI. Zwraca też uwagę, że nawet ta okrojona wersja należała w ówczesnych czasach do najliberalniejszych na świecie. Jak widać z podanych wyżej danych zebranych przez Czyżewicza, liczba aborcji nie zmniejszyła się. Co więcej, prawo takie sprzyjało powiększaniu się nierówności społecznych. Tylko zamożne kobiety były w stanie zdobyć zaświadczenie wydane przez ginekologa, poświadczające przeciwwskazania do donoszenia ciąży. Te biedniejsze nadal podlegały aborcjom nielegalnym. Z drugiej strony poprawiło się bezpieczeństwo części przechodzących zabieg przerwania ciąży kobiet. Niestety chodzi tu o grupę kobiet zamożnych, w przypadku których niekoniecznie występowały rzeczywiste wskazania do wykonania aborcji.
Podobna sytuacja występowała w latach powojennych. Kobiety po nielegalnych aborcjach nadal zgłaszały się do szpitala. Brzeziński wspomina, że jako powód poronienia podawały noszenie ciężkich przedmiotów. Zdarzały się w dalszym ciągu zgony na skutek nielegalnych aborcji. Sytuacja taka trwała aż do kolejnej zmiany prawa w 1956.